# Jakov Polonski

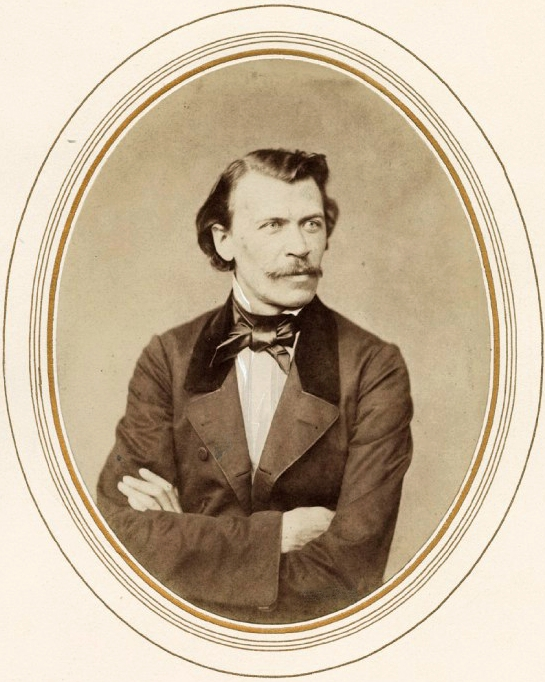
Jakov Polonski, door Sergej Levitski

Jakov Petrovitsj Polonski (Russisch: Яков Петрович Полонский) (Rjazan, 18 december 1819 – Sint-Petersburg, 30 oktober 1898) was een Russisch schrijver en dichter.

## Leven en werk
Polonski werd geboren als zoon van een ambtenaar en studeerde aan de Staatsuniversiteit van Moskou, waar hij de jonge dichters Apollon Grigojev en Afanasi Fet leerde kennen. In 1844 publiceerde hij zijn eerste bundel met lyrische poëzie, welke geplaatst kan worden in de school van de ‘zuivere kunst’, welke in die periode, in de zucht van Aleksandr Poesjkin, opgang deed. 
Polonski werkte in de jaren 1840 als secretaris voor Michail Vorontsov, onder andere in Tiflis en Odessa. De nabijheid van de Zwarte Zee leek zijn romantische gevoelens alleen maar verder aan te wakkeren en in deze periode schreef hij volgens velen zijn beste gedichten. In 1851 vestigde hij zich in Sint-Petersburg, deed daar aanvankelijk vooral journalistiek werk en trad vanaf 1860 in overheidsdienst, bij het departement voor de censuur. Zijn latere gedichten vertonen in toenemende mate een sociale betrokkenheid.
Op late leeftijd voerde Polonski nog een correspondentie met Anton Tsjechov. Hij overleed op 78-jarige leeftijd in Sint-Petersburg en werd begraven in zijn geboortestad Rjazan.
Hoewel Polonski in het Rusland van voor de revolutie van 1917 grote bekendheid genoot is hij in de Twintigste Eeuw enigszins in de vergetelheid geraakt. Tegenwoordig is hij vooral nog bekend door zijn gedichten die aan het einde van de negentiende eeuw op muziek werden gezet door vooraanstaande componisten als Pjotr Iljitsj Tsjaikovski, Sergej Rachmaninov, Sergej Tanejev en Anton Rubinstein.

## Fragment uit ‘De zwaan’
Een park, een strijkstok, lampionnen,

Mensen maken blij gerucht, 

Alleen de wind sliep, aardedonker

Was de nachtelijke lucht.

Ook donker was de groene vijver

En het dichte oeverriet,

Waar een gedoemde zwaan verkwijnde

In de stilte, onbespied.

Gebroken, tam, volslagen eenzaam,

Is hem stervende ontgaan

Dat ergens boven hem een vuurpijl

Vonkenregens deed ontstaan.

<…>

(Vertaling Peter Zeeman)